# Lucas Kanieski
Lucas da Cruz Kanieski (ur. 25 stycznia 1990 w Dourados) – brazylijski pływak specjalizujący się głównie w stylu wolnym.

## Życiorys
Lucas Kanieski urodził się 25 stycznia 1990 roku w Dourados w Brazylii. Swoją karierę rozpoczął w wieku 20 lat i wystąpił po raz pierwszy w 2010 roku podczas 9. Igrzysk Ameryki Południowej w Medellín w Kolumbii, zdobywając złoty medal w dyscyplinie na 800 metrów oraz dwa srebrne medale w dyscyplinach na 400 metrów i 1500 metrów stylem wolnym.
W sierpniu 2010 roku podczas Pan Pacific Swimming Championships w Irvine w Kalifornii zdobył dwunaste miejsce w dyscyplinie na 800 metrów, osiemnaste na 1500 metrów oraz dwudzieste siódme na 400 metrów stylem wolnym.
W grudniu 2010 roku podczas 10. Mistrzostw Świata w pływaniu na krótkim basenie w Dubaju zajął dwudzieste trzecie miejsce w dyscyplinie na 400 metrów, ósme na 1500 metrów, a także ósme w sztafecie 4x200 metrów w stylu wolnym.
W październiku 2011 roku podczas 16. Igrzysk Panamerykańskich w Guadalajarze w Meksyku zdobył srebrny medal w sztafecie 4x200 metrów w stylu wolnym, uczestnicząc w biegach. Zajął także piąte miejsce w dyscyplinach na 400 metrów oraz 1500 metrów stylem wolnym.